# Dorsale antartico-sudamericana
La dorsale antartico-sudamericana è una dorsale oceanica, un margine divergente di placche tettoniche. Questa dorsale, situata sul fondo dell'Oceano Atlantico meridionale, forma il margine di placca tra la placca sudamericana e la placca antartica e si estende dalla tripla giunzione di Bouvet a una faglia trasforme a est delle Isole Sandwich Australi. 
Nei pressi della tripla giunzione di Bouvet, la dorsale ha una velocità di accrescimento di circa 9 mm/anno, dunque una velocità piuttosto bassa, e la tipica topografia accidentata caratteristica delle dorsali a crescita lenta.

## Geologia
Il margine tra le placche sudamericana e antartica può essere diviso in tre parti, di cui la dorsale antartico-sudamericana rappresenta la più orientale.
La parte occidentale si estende dalla tripla giunzione del Cile, sulla fossa di Atacama, alla latitudine di 46°S, alla parte occidentale dello Stretto di Magellano alla latitudine di 52°S. Circa 15 milioni di anni fa, proprio lungo la sopracitata fossa di Atacama, la crosta oceanica della placca antartica ha iniziato ad essere subdotta, alla velocità di 20–24 mm/anno, al di sotto della placca sudamericana.
Nella parte centrale, tra lo Stretto di Magellano e le Isole Sandwich Australi, le due grandi piattaforme continentali sono separate dalla placca di Scotia e da diverse altre microplacche a est di questa. Durante gli ultimi 40 milioni di anni, ossia dall'apertura del Canale di Drake, la fossa delle Sandwich Australi ha iniziato la sua migrazione verso est a causa dell'evoluzione di un bacino di retroarco, portando di fatto alla distruzione della dorsale antartico-sudamericana.
La parte più orientale, ossia la dorsale antartico-sudamericana, è formata da segmenti di dorsale piuttosto corti orientati in direzione nord sud intervallati da faglie trasformi anch'esse, tranne due, piuttosto corte, ossia lunghe meno di 100 km. La dorsale sta attualmente muovendosi verso ovest ad una velocità di circa 20 mm/anno ma, basandosi sulla topografie delle zone di frattura e della anomalie magnetiche riscontrate sul fondale del mare di Weddell, si è visto che la direzione del suo movimento era originariamente nord-sud e che il cambio di direzione è avvenuto tra il Cretacico e il Cenozoico.
La parte occidentale della dorsale antartico-sudamericana è dominata dalla zona particolarmente sismica che comprende l'arco insulare, il bacino di avantarco e la fossa delle Isole Sandwich Australi al di sotto della quale la dorsale sarà un giorno subdotta. A est di queste strutture la dorsale è composta da una serie di segmenti orientati in direzione nord-sud intervallati da faglie trasformi, queste ultime, come precedentemente detto sono piuttosto corte, eccezion fatta per (da est a ovesti) la faglia di Conrad, lunga circa 200 km, e le faglie di Bullard e delle Sandwich Australi, entrambe lunghe oltre 400 km. La topografia della dorsale antartico-sudamericana è piuttosto particolare, con le valli tra i segmenti di dorsale che risultano più profonde anche di 1.500-2.000 m rispetto ai segmenti che le delimitano e con una profondità massima che supera i 3.000 m.
A nord della dorsale, la placca sudamericana sta subducendo al di sotto della placca delle Sandwich Australi ad una velocità di 65,8 mm/anno sotto la spinta dell'estensione del bacino di retroarco presente nella suddetta placca della Sandwith Australi.
Questo veloce processo di subduzione ha portato alla spaccatura di una parte meridionale della placca sudamericana compresa tra l'estremità nord-orientale dell'arco insulare delle Isole Sandwich Australi e la dorsale medio-atlantica e alla creazione di una microplacca, la microplacca di Sur (che significa "sud" in spagnolo), che si è probabilmente a sua volta fratturata nella parte meridionale con la sua conseguente formazione di una placca ancora più piccola che sta subducendo indipendentemente al di sotto dell'arco delle Sandwich Australi.

### Evoluzione tettonica
Il processo di frattura della Gondwana è iniziato fra il medio e il tardo giurassico in corrispondenza di quello che oggi è il bacino del Mozambico, a est dell'Africa, con la separazione della Gondwana orientale, comprendente l'Antartide, il Madagascar, l'India e l'Australia, che iniziò a separarsi dall'Africa, mentre le placche sudamericana e africana cominceranno a dividersi solo nel Cretacico inferiore. Nel periodo intercorso tra questi due eventi, sia la dorsale medio-atlantica che la tripla giunzione di Bouvet non esistevano e la dorsale antartico-sudamericana formava un'unica dorsale oceanica assieme alla dorsale indiana sudoccidentale.
Circa 106 milioni di anni fa l'estremità orientale del pianoro oceanico delle Falkland si separò dal banco di Agulhas (in inglese "Agulhas Bank") dando inizio all'apertura dell'Oceano Atlantico meridionale che, tuttavia, rimase un bacino a nord del pianoro delle Falkland fino a 83-85 milioni di anni fa.
Fino a 94 milioni di anni fa la dorsale della Georgia nordorientale (oggi a nord della placca di Scotia), e la dorsale della Regina Maud, oggi al largo della costa antartica, erano situate vicino al pianoro oceanico di Agulhas, a sud dell'odierno Sudafrica, laddove il punto caldo di Bouvet aveva formato una grande provincia ignea (dai 112 ai 94 milioni di anni). Queste formazioni furono separate proprio dall'estendersi della dorsale antartico-sudamericana che, 94 milioni di anni fa, in concomitanza con la cessazione dell'eruzione del suddetto punto caldo, letteralmente spaccò la grande provincia ignea allontanando sempre di più le formazioni che una volta ne facevano parte.
L'analisi delle anomalie magnetiche, in particolare dell'anomalia magnetica 28, risalente a 64 milioni di anni, ha rivelato che prima che la placca di Scotia iniziasse a formarsi, all'incirca nel medio Cenozoico, l'Antartide, l'Africa e il Sud America erano separate solamente da faglie trasformi e dorsali; lo studio di tale anomalia ha inoltre permesso di scoprire che dopo di essa il moto relativo dell'Antartide rispetto all'Africa e al Sud America era passato dall'essere di tipo nord-sud all'essere di tipo orario est-ovest.

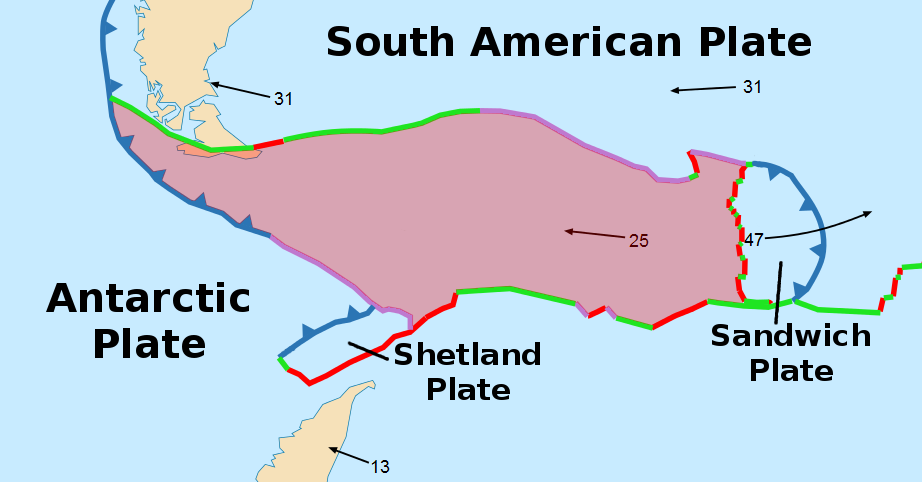
Mappa schematica della placca di Scotia. A destra è visibile la fossa delle Sandwich Australi che, nel suo movimento verso oriente sta distruggendo la dorsale antartico-sudamericana.

Durante il tardo Paleocene e il primo Eocene, l'Antartide e il Sud America avevano una velocità di allontanamento di soli 0,3 cm/anno, poi, circa 49 milioni di anni fa, l'apertura di piccoli bacini estensionali a sud della Terra del Fuoco diede inizio alla formazione del Canale di Drake e la velocità di allontanamento tra le due piattaforme continentali crebbe fino a 2,4 cm/anno.
Poiché inoltre, in questo periodo, il moto relativo delle placche sudamericana e antartica passò dall'avere direzione nord-sud all'avere direzione ovest-nord-ovest - est-sud-est, la crosta oceanica a nord-ovest del mare di Weddell, ossia sul lato occidentale della placca di Scotia, iniziò il suo moto di subduzione al di sotto della parte orientale dei quello che allora era l'istmo di Drake, dando inizio, tra l'altro, con l'apertura della dorsale di Scotia orientale, alla migrazione verso est della fossa delle Sandwich Australi e quindi alla progressiva distruzione della dorsale antartico-sudamericana.